# Gertrude Stein
Gertrude Stein (3-2-1874 27-7-1946) là một nhà văn người Mỹ, tuy vậy bà sống chủ yếu ở Pháp. Bà là một trong những nhân vật tiêu biểu trong sự phát triển của nghệ thuật hiện đại và văn học hiện đại. Trong suốt cuộc đời, bà trải qua hai mối quan hệ quan trọng là với người anh Leo Stein từ năm 1874-1914 và với Alice B. Toklas từ năm 1907 cho đến khi bà mất vào năm 1946. Tại 27 rue de Fleurus, Paris, bà triển lãm tác phẩm của bà và người anh và sau đó với Alice. Trong suốt cuộc đời bà kết bạn với những người nổi tiếng và tiên phong trong thế giới nghệ thuật và văn học.